# Nymphargus chami
Espèce
Synonymes
- Cochranella chami Ruiz-Carranza & Lynch, 1995

Statut de conservation UICN

 NT  : Quasi menacé
Nymphargus chami est une espèce d'amphibiens de la famille des Centrolenidae.

## Répartition
Cette espèce est endémique de Colombie. Elle se rencontre dans le département d'Antioquia et de Risaralda de 800 à 1 280 m d'altitude sur le versant Ouest de la cordillère Occidentale.

## Description
Les mâles mesurent de 30,5 à 34,6 mm et les femelles jusqu'à 37,6 mm.

## Étymologie
Cette espèce est nommée en l'honneur des amérindiens Chamí.

## Publication originale
- Ruiz-Carranza & Lynch, 1995 : Ranas Centrolenidae de Colombia VI. Cuatro nuevas especies de Cochranella de la Cordillera Occidental. Lozania, vol. 63, p. 1-15.